# Moudania (Nea Propondida)
Moudania (griechisch Μουδανιά (n. pl.); ausgesprochen Moudaniá; offizielle Bezeichnung Dimotiki Enotita Moudanión Δημοτική Ενότητα Μουδανιών) ist ein Gemeindebezirk der Gemeinde Nea Propondida im Westen der Halbinsel Chalkidiki in der griechischen Region Zentralmakedonien. Er wurde 1997 als eigenständige Gemeinde anlässlich der griechischen Kommunalverwaltungsreform des Kapodistrias-Programms aus den zuvor eigenständigen Gemeinden Nea Moudania, Nea Potidea, Agios Mamas, Dionysiou, Flogita, Simandra und Portaria gebildet. Mit Ausnahme der bereits zuvor als Stadtgemeinde (dimos) bestehenden Gemeinde Nea Moudania mit dem gleichnamigen Ort waren alle anderen Gemeinden Landgemeinden (kinotita κοινότητα).
Zu den Ortschaften und Siedlungen Moudanias siehe Nea Propondida#Gemeindegliederung.